# Mark Tseitline
Ne doit pas être confondu avec Mikhaïl Tseitline.
Mark Danilovitch Tseitline ou Tseitlin est un joueur d'échecs et un entraîneur soviétique puis israélien né le 23 septembre 1943 à Léningrad et mort le 24 janvier 2022,.
Grand maître international depuis 1987, Mark Tseitline a remporté quatre fois le championnat d'Europe d'échecs senior.

## Biographie et carrière
Il s'est qualifié trois fois pour la finale du championnat d'URSS, marquant 7,5 points sur 13 en 1967 (système suisse) et finissant au deux dernières places en 1970 et 1971.
Il remporta le championnat de Léningrad à quatre reprises dans les années 1970 (en 1970, 1975, 1976 et 1978). En 1978, il remporta le mémorial Rubinstein en Pologne (devant Ulf Andersson, Iossif Dorfman) et obtint le titre de maître international en 1976 et de grand maître international en 1987.
Dans les années 1960 et 1970, il entraîna Anatoli Karpov et Rafael Vaganian à leurs débuts, puis Ilya Smirin et Boris Avroukh.
Tseitline émigra en Israël en 1990.
Dans les années 2000, il remporta le championnat d'Europe senior à quatre reprises (en 2004, 2005, 2008 et 2013).